# Der Doppelstaat

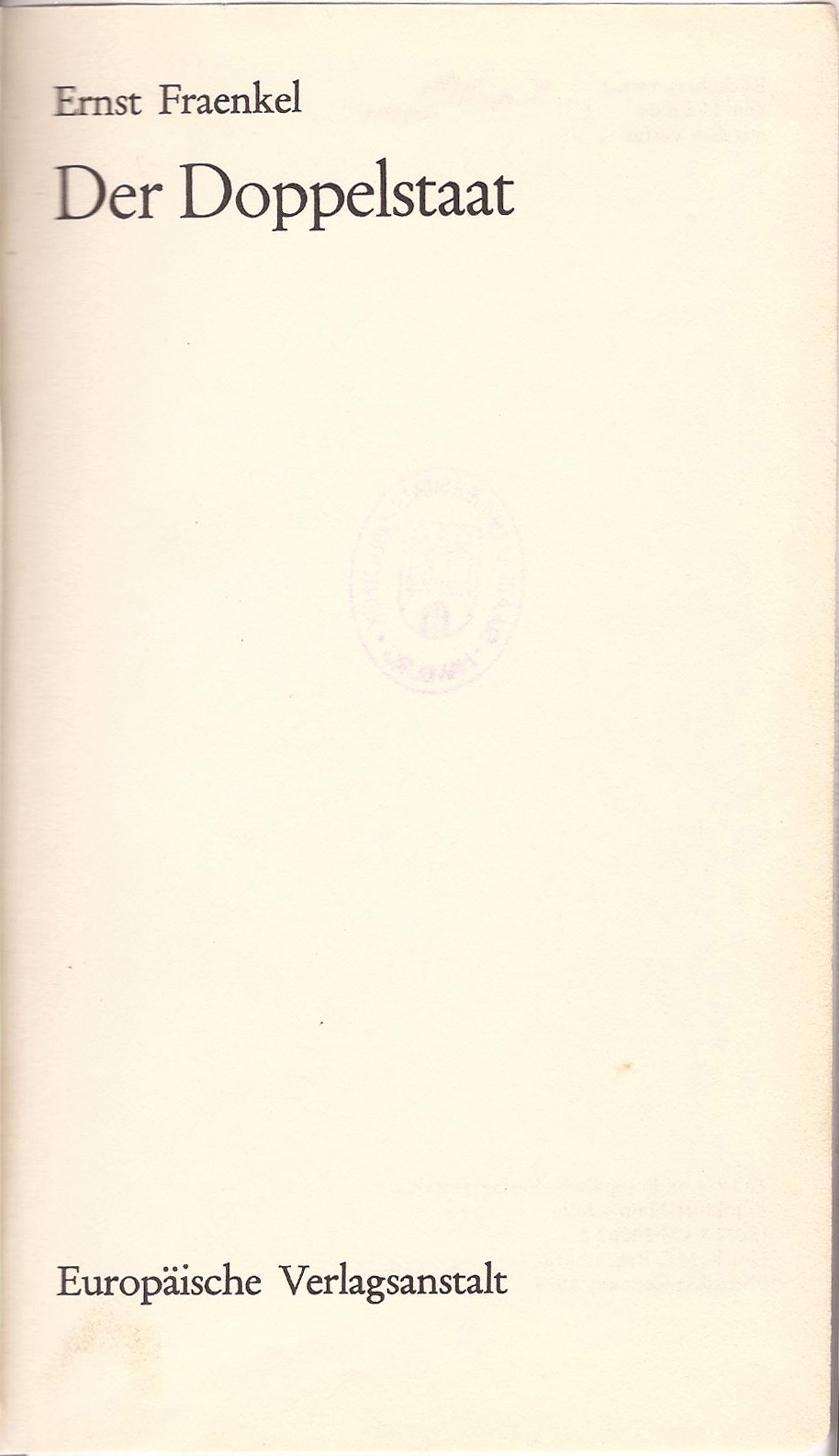
Titelblatt von Der Doppelstaat, Ausgabe von 1974

Der Doppelstaat ist eine Studie des deutsch-amerikanischen Juristen und Politikwissenschaftlers Ernst Fraenkel (1898–1975) über den NS-Staat. Sie erschien erstmals um die Jahreswende 1940/41 in den Vereinigten Staaten unter dem Titel The Dual State. Im Dezember 1974 legte die Europäische Verlagsanstalt die deutsche Übersetzung vor. Der Autor unterschied in seiner Arbeit den Normenstaat, dessen Handeln sich an Gesetzen orientiere, vom Maßnahmenstaat, der sich an politischen Zweckmäßigkeitsüberlegungen ausrichte. Fraenkels Studie gehört zur Standardliteratur über das nationalsozialistische Deutschland.

## Hintergrund
Ernst Fraenkel vertrat in der Endphase der Weimarer Republik als Rechtsanwalt mehrfach den Vorstand der Sozialdemokratischen Partei Deutschlands und betrieb bis zur nationalsozialistischen Besetzung der Gewerkschaftshäuser (2. Mai 1933) gemeinsam mit Franz Neumann in Berlin eine Rechtsanwaltspraxis im Gebäude des Deutschen Metallarbeiter-Verbands, für den er als Syndikus tätig war. Von den antisemitischen Berufsverboten (→ Gesetz zur Wiederherstellung des Berufsbeamtentums) blieb Fraenkel als ehemaliger Frontsoldat des Ersten Weltkrieges zunächst verschont (→ Frontkämpferprivileg). Bis 1938 übernahm er Mandate für Regimegegner. Zudem verfasste er Artikel für die Zeitschrift des Internationalen Sozialistischen Kampfbunds, einer Widerstandsorganisation gegen den Nationalsozialismus.
Von 1936 bis 1938 arbeitete er heimlich an einer politisch-wissenschaftlichen Analyse des NS-Staates, die er später als „Urdoppelstaat“ bezeichnete. Als Material für diese Studie nutzte er Zeitungsberichte, Zeitschriftenaufsätze, Gesetze, Verordnungen, Gerichtsentscheidungen und eigene Erfahrungen. Diese Studie ist die einzige umfassende kritische Analyse des NS-Regimes, die zwischen 1933 und 1945 innerhalb Deutschlands erarbeitet wurde. „Kein Gegner des Nationalsozialismus hatte sich in Deutschland selbst so intensiv mit seiner staatlichen Verfasstheit auseinandergesetzt und dies schriftlich dokumentiert. Niemand hatte es überhaupt gewagt, aus der Innenansicht die Strukturen dieses Staatsgebildes zu beleuchten.“ Fraenkel wollte mit seiner Darstellung vor der Vorstellung warnen, das herkömmliche Rechtssystem werde sich zumindest teilweise im „Dritten Reich“ erhalten. In der Sozialistischen Warte veröffentlichte er 1937 unter einem Pseudonym den Aufsatz „Das Dritte Reich als Doppelstaat“, der bereits die Begriffe Normenstaat und Maßnahmenstaat nutzt.
Im September 1938 emigrierte Fraenkel über Großbritannien in die USA. Dort überarbeitete er sein Manuskript, das mit Hilfe von Fritz Eberhard in französischem Diplomatengepäck kurz vor Fraenkels Emigration aus Deutschland heraus geschmuggelt worden war. Fraenkel entschärfte dabei genuin politische Passagen zugunsten einer stärker wissenschaftlichen Darstellungsweise. Außerdem fügte er einige Abschnitte ein, die dem angloamerikanischen Leser ein leichteres Verständnis seiner Thesen ermöglichen sollten. Im Ganzen wurde dabei aus einer Schrift, die auch politische Funktionen übernehmen sollte und von der deutschen juristischen und staatstheoretischen Fachsprache geprägt war, eine Schrift mit eher politologischer und soziologischer Fachsprache. Die Übersetzung des nun stark veränderten Manuskripts ins Englische besorgte Edward Shils.

## Inhalt
Fraenkel gliederte seine Studie in drei Teile: Teil eins ist der Rechtsordnung des Doppelstaates gewidmet. Im zweiten Teil analysiert der Autor dessen Rechtslehre und im dritten Teil steht die Rechtswirklichkeit des Doppelstaates im Mittelpunkt.
Das Herrschaftssystem des Nationalsozialismus besteht nach Fraenkel aus zwei Bereichen: Der Normenstaat sei gekennzeichnet durch eine in einem Kulturstaat vertretbare  Rechtsordnung mit tradierten und neuen Rechtsvorschriften, die grundsätzlich auf Berechenbarkeit angelegt und in dieser Funktion der Aufrechterhaltung der privatkapitalistischen Wirtschaftsordnung dienlich seien. In dieser Sphäre hätten Gesetze, Gerichtsentscheidungen und Verwaltungsakte nach wie vor Gültigkeit; das Privateigentum sei geschützt – allerdings nicht das der Juden, die außerhalb jeder rechtlichen Norm stehen – und das Vertragsrecht weiterhin wesentlich.
Im Unterschied dazu sei der Maßnahmenstaat ein politisches Terrorsystem „der unbeschränkten Willkür und Gewalt, das durch keinerlei rechtliche Garantien eingeschränkt“ werde. Hier dominierten Überlegungen der situativ-politischen Zweckmäßigkeit. Entscheidungen würden „nach Lage der Sache“ getroffen. In diesem Sektor „fehlen die Normen und herrschen die Maßnahmen“.
Fraenkel betonte, dass der Maßnahmenstaat sich im Zweifel gegen den Normenstaat durchsetzen könne – die Judenverfolgung im NS-Staat sei dafür ein zentrales Beispiel. Was als politisch gelte und damit dem Maßnahmenstaat zugehöre, entschieden nicht Gerichte, sondern politische Instanzen. Fraenkel hob zudem hervor, dass mit dem Begriff des Doppelstaates nicht das vorgebliche Nebeneinander von Partei und Staat gemeint sei. Ihm komme es stattdessen darauf an, das gesamte Geflecht der öffentlichen Institutionen in den Blick zu nehmen, die sowohl im Normenstaat als auch im Maßnahmenstaat agieren könnten.
Fraenkel begriff in seiner Studie die Reichstagsbrandverordnung vom 28. Februar 1933 als „Verfassungsurkunde des Dritten Reiches“. Mit dieser Betonung der Ausnahmegesetzgebung glich er seinem Widersacher Carl Schmitt, dem „Kronjuristen des Dritten Reiches“ (Waldemar Gurian), der die Entscheidung über den Ausnahmezustand zum zentralen Merkmal politischer Souveränität stilisiert hatte. Während dieser jedoch einer dichotomischen Freund-Feind-Unterscheidung in der Politik das Wort redete und nur absolute Zustände des Entweder-oder anerkannte, unterstrich Fraenkel die Dynamik der Ausnahmegesetzgebung im NS-Staat und erkannte eine Vielzahl von Transformationsprozessen der politischen Ordnung.

## Rezeption
The Dual State wurde von der amerikanischen Öffentlichkeit bereits kurz nach Erscheinen intensiv wahrgenommen. In Deutschland war das Buch hingegen auch nach 1945 nur schwer zu bekommen. Karl Dietrich Bracher bezeichnete es in einer Fußnote seines Werks Die deutsche Diktatur (1969) zwar als „grundlegend“, setzte sich aber nicht weiter mit Fraenkels Studie auseinander. Auch Martin Broszat erwähnte es in seiner Studie Der Staat Hitlers (1969) nur an einer Stelle.
Fraenkel wollte sich aus persönlichen Gründen nach 1945 eigentlich nicht mehr mit dem NS-Staat befassen. Schließlich ließ er sich dazu überreden, an einer deutschsprachigen Ausgabe des Dual State mitzuwirken. Die deutsche Fassung, die 1974 erschien, fand große Verbreitung und Anerkennung; die drei Zentralbegriffe Doppelstaat, Normenstaat und Maßnahmenstaat wurden umfassend rezipiert und bei der Analyse des nationalsozialistischen Deutschen Reiches häufig verwendet. Fraenkels Studie erwies sich dabei als ein wichtiger Impuls für eine differenzierte Herrschaftsanalyse des NS-Staates, die ab Ende der 1960er Jahre einsetzte, das Bild eines monolithischen Führerstaates in Frage stellte und eine anarchische Polykratie unterstellte. Auch das Bundessozialgericht griff Fraenkels Überlegungen auf, indem es am 11. September 1991 in einer Grundsatzentscheidung die Todesurteilspraxis von Wehrmachtsgerichten dem Maßnahmenstaat zuordnete.
Fraenkel selbst meinte, der Doppelstaat der Vorkriegszeit habe sich durch die Dynamik des Maßnahmenstaates nach Kriegsbeginn in den Unstaat, wie er in Franz Neumanns Behemoth beschrieben wurde, verwandelt. Michael Wildt widersprach dieser These und betonte, der Maßnahmenstaat habe den althergebrachten Normenstaat zerschlagen, aber keinen Unstaat erzeugt, sondern eine neue rassistische Rechtsordnung. Den „positiv aufbauenden Kräften des Volkes“ (Werner Best), den „Volksgenossen“ sollte der Normenstaat Normensicherheit gewähren und zugleich rassisch definierte Ungleichheit als Ordnungsprinzip festschreiben.
Der Gesellschaftshistoriker Hans-Ulrich Wehler verknüpft Fraenkels Begriffsdichotomie mit den Idealtypen legitimer Herrschaft, die Max Weber kurz vor seinem Tod 1920 skizziert hatte. Danach basierte Hitlers Herrschaft im Wesentlichen auf den ihm zugeschriebenen charismatischen Eigenschaften, die revolutionäre Maßnahmen und Personalentscheidungen außerhalb der bestehenden Ordnung rechtfertigten. Bei der Institutionalisierung einer solchen Herrschaft drohe stets ihre Verfestigung in bürokratische Formen, woraus sich eine Doppelhierarchie von konventionell bürokratischen und charismatisch legitimierten Eliten bilde: In der Zeit des Nationalsozialismus sei dies eben der Doppelstaat gewesen.
Mittlerweile sind die Begriffe Maßnahmenstaat und Normenstaat auch zur Analyse des Stalinismus verwendet worden. Der am Institut für Zeitgeschichte arbeitende Historiker Jürgen Zarusky analysierte vor diesem Hintergrund die rechtsgeschichtliche Entwicklung von ordentlicher Gerichtsbarkeit und außerjustiziellen Maßnahmen in der Sowjetunion. Sein Bochumer Kollege Stefan Plaggenborg ging der Frage nach, auf welche Weise sich der stalinistische Maßnahmenstaat in einen poststalinistischen Normenstaat transformiert habe. Mit Bezug auf die DDR hat Gesine Schwan argumentiert, der Begriff „Unrechtsstaat“ sei unangemessen, adäquat sei hingegen, von einem Doppelstaat zu sprechen, in dem die SED jederzeit die Rechtsförmigkeit von Verfahren habe aussetzen können.

## Ausgaben

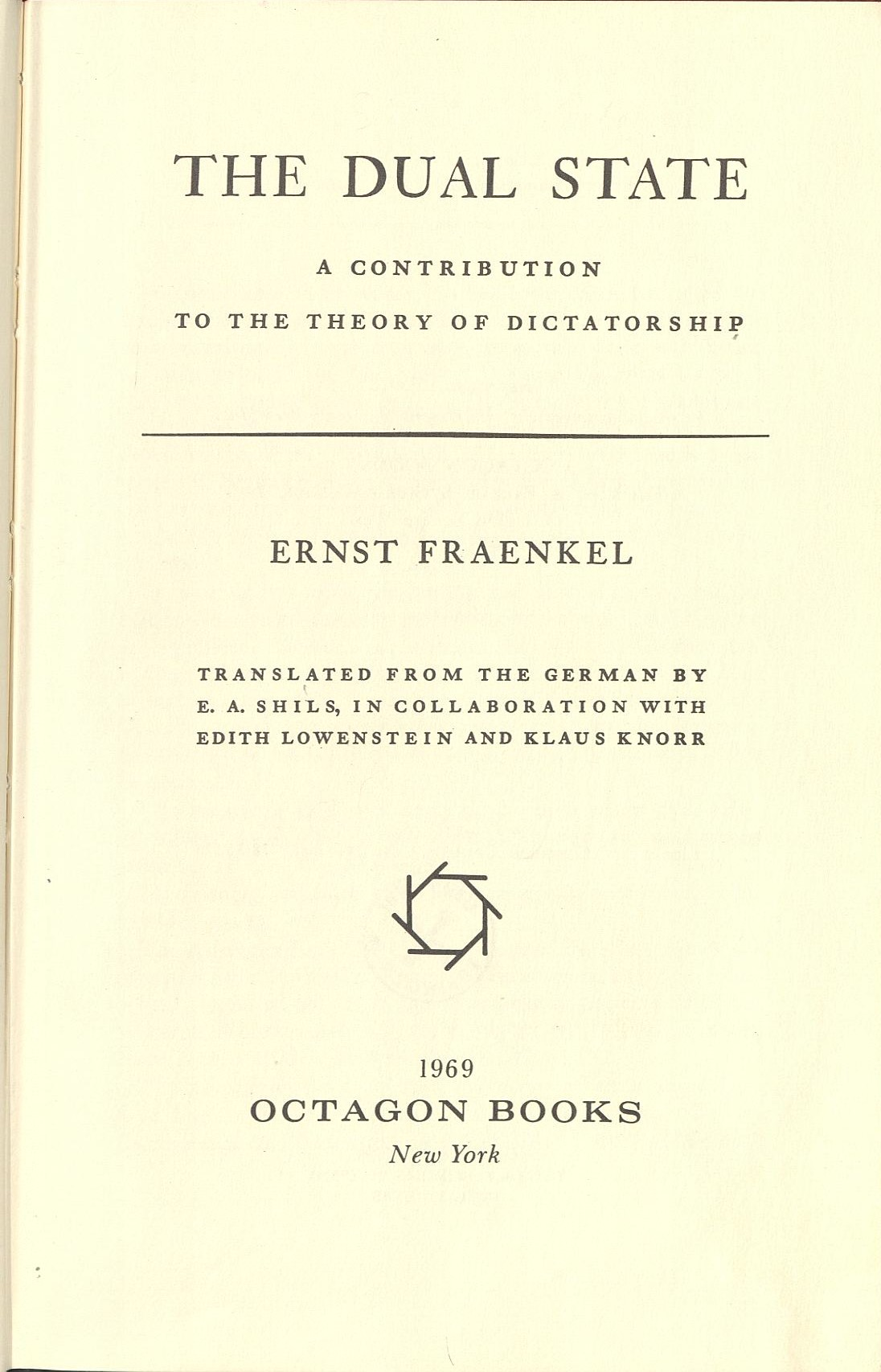
The Dual State (1969)

- The Dual State. A Contribution to the Theory of Dictatorship. Transl. from the German by E. A. Shils, in collaboration with Edith Lowenstein and Klaus Knorr, Oxford University Press, New York [u. a.] 1941.
- The Dual State. A Contribution to the Theory of Dictatorship. Transl. from the German by E. A. Shils, in collaboration with Edith Lowenstein and Klaus Knorr, Octagon Books, New York 1969.
- Der Doppelstaat. Recht und Justiz im „Dritten Reich“. Rückübers. aus dem Englischen von Manuela Schöps in Zusammenarbeit mit dem Verfasser, Europäische Verlagsanstalt, Frankfurt am Main 1974, ISBN 3-434-20062-2.
- Il doppio state. Contributo alla teoria della dittatura, Prefazione di Norberto Bobbio, Einaudi, Torino 1983, ISBN 88-06-05624-7.
- Der Doppelstaat. Recht und Justiz im „Dritten Reich“. Aus d. Amerikanischen rückübersetzt von Manuela Schöps in Zusammenarbeit mit dem Autor, Fischer Taschenbuch Verlag, Frankfurt am Main 1984, ISBN 3-596-24305-X.
- Der Urdoppelstaat [1938], in: Ernst Fraenkel: Gesammelte Schriften. Band 2: Nationalsozialismus und Widerstand. Herausgegeben von Alexander von Brünneck. Nomos Verlagsgesellschaft, Baden-Baden 1999, S. 267–473, ISBN 3-7890-5826-2.
- Der Doppelstaat, 2., durchgesehene Auflage, hrsg. und eingel. von Alexander von Brünneck, Europäische Verlagsanstalt, Hamburg 2001, ISBN 3-434-50504-0.